# Un peuple
Pour plus de détails, voir Fiche technique et Distribution.
Un peuple est un film français réalisé par Emmanuel Gras et sorti en 2022.

## Synopsis
Le mouvement des Gilets jaunes à Chartres de l'automne 2018 au printemps 2019, observé à partir du parcours de quatre personnages principaux, Nathalie, Agnès, Benoît et Allan.

## Fiche technique
- Titre : Un peuple
- Réalisation : Emmanuel Gras
- Photographie : Emmanuel Gras
- Son : Antarès Bassis et Manuel Vidal
- Montage : Karen Benainous
- Musique : Thibault Deboaisne
- Société de production : Les Films du Velvet
- Société de distribution : KMBO
- Pays d'origine :  France
- Durée : 104 minutes
- Date de sortie : France - 23 février 2022